# Torsten Doenst
Torsten Doenst (* 28. Februar 1969 in Göttingen) ist ein deutscher Herzchirurg, Forscher und Hochschullehrer.

## Leben und Wirken
Doenst studierte von 1988 bis 1995 Humanmedizin an der Georg-August-Universität Göttingen und an der University of Texas, Houston Medical School. Hier absolvierte er auch ein DFG-Forschungsstipendium, dem sich eine Nachwuchsgruppenleitertätigkeit im Rahmen des Emmy Noether-Programms der Deutschen Forschungsgemeinschaft (DFG) in Freiburg im Breisgau anschloss. Er promovierte 1996 in Göttingen. Seine klinische Ausbildung zum Facharzt für Herzchirurgie (2003) und zum Facharzt für herzchirurgische Intensivmedizin (2005) absolvierte er am Universitätsklinikum Freiburg, wo er 2004 auch auf dem Gebiet der Herzchirurgie habilitierte. Nach einem einjährigen Auslandsaufenthalt am Toronto General Hospital wurde er 2004 Oberarzt für Herzchirurgie am Universitätsklinikum Freiburg.
2006 wechselte Doenst an das Herzzentrum Leipzig und erhielt dort 2007 als erster Herzchirurg Deutschlands eine Heisenberg-Professur. 2010 wurde Doenst leitender Oberarzt in Leipzig und Professor am Lehrstuhl für Herz- und Thoraxchirurgie am Universitätsklinikum Jena. Von 2009 bis 2011 war Doenst Sprecher der Arbeitsgruppe „Basic Science“ der deutschen Gesellschaft für Thorax-, Herz- und Gefäßchirurgie; 2014 leitete er als Tagungspräsident die 6. Fokustagung Herz der Deutschen Gesellschaft für Thorax-, Herz- und Gefäßchirurgie (DGTHG) in Nürnberg.
Doenst leitet außerdem seit 2015 gemeinsam mit Michael Marschollek (Leiter der Medizininformatik der MHH) und dem Direktor der Unfallchirurgie am Universitätsspital Zürich das Biomedical Education Program (BMEP), ein Förderprogramm für Studierende der Lebenswissenschaften. Zusätzlich führte er gemeinsam mit Christian Hagl (Ludwig-Maximilians-Universität München) und Artur Lichtenberg (Heinrich-Heine-Universität Düsseldorf) 2018 die erste Nachwuchsakademie der DFG in der Herzchirurgie durch.
Doenst ist seit 2015 Sprecher der herzchirurgischen Ordinarien Deutschlands und seit 2018 Sprecher der Klinikdirektoren am Universitätsklinikum Jena. Zusätzlich leitet er aktuell die Kommission der Deutschen Gesellschaft für Thorax-, Herz- und Gefäßchirurgie.
Doenst ist verheiratet und hat zwei Kinder.

## Wissenschaftliche Schwerpunkte
Doensts besondere Schwerpunkte liegen im Bereich der minimal-invasiven Herzchirurgie und der komplexen Klappenchirurgie, inklusive der Endokarditis, sowie der chirurgischen Behandlung der Herzinsuffizienz, inklusive Herzunterstützungssystemen und Herz- und Lungentransplantation. Schwerpunkt seiner Grundlagenforschung bildet die Untersuchung von Fehlregulationen im Energiestoffwechsel des Herzmuskels im Zusammenhang mit einer Pumpschwäche des Herzens. Er gehört außerdem zum Führungskreis der herzchirurgischen STICH Studie.
In der klinischen Forschung bereitet Doenst regelmäßig Übersichten über die herzchirurgische Literatur vor und publiziert diese in internationalen und nationalen Journalen (CRC, ZHTG) wie z. B. die Veröffentlichung einer Übersichtsarbeit zu den Mechanismen der Wirkung der aortokoronaren Bypassoperation (CABG) im Vergleich zur perkutanen Koronarintervention (PCI).

## Gutachtertätigkeiten
Doenst ist für zahlreiche Gesellschaften und wissenschaftliche Journale als Gutachter tätig, u. a. für Circulation, Basic Research of Cardiology, The Annals of Thoracic Surgery, The Journal of Thoracic and Cardiovascular Surgery, die Deutsche Forschungsgemeinschaft, The Thoracic and Cardiovascular Surgeon, Cardiovascular Research, European Journal of Cardio-Thoracic Surgery (EJCTS), The Journal of the Royal Society Interface, European Heart Journal, Journal of Molecular and Cellular Cardiology, Journal of Physiology, Heart Failure Reviews, Cardiology, Diabetes, Heart und PLOS ONE.

## Mitgliedschaften (Auswahl)
- American Heart Association
- American Physiological Society
- Mitglied des wissenschaftlichen Beirates der Deutschen Herzstiftung
- Editorial Board Mitglied für Basic Research in Cardiology

## Auszeichnungen und Preise (Auswahl)
- 2000: Aufnahme in das Emmy-Noether-Programm der DFG
- 2006: Heisenberg-Stipendium der Deutschen Forschungsgemeinschaft

## Veröffentlichungen
Doenst verfasste über 220 Schriften, darunter u. a. 3 Bücher sowie 8 Buchkapitel, Originalarbeiten, Artikel und medizinische Fallberichte.